# Азола
А̀зола (на италиански: Asola, на местен диалект: Asula, Азула) е град и община в Северна Италия, провинция Мантуа, регион Ломбардия. Разположен е на 42 m надморска височина. Населението на общината е 10 186 души (към 2014 г.).